# 부건빌섬

부건빌섬의 기

부건빌섬의 문장

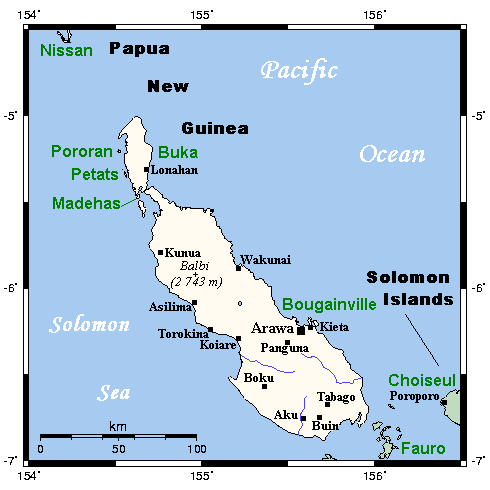
부건빌섬

부건빌섬(영어: Bougainville Island)은 파푸아뉴기니의 섬으로, 면적은 9,318km2, 인구는 175,160명(2000년 기준)이다.

## 교통
오랜 내전의 영향으로 관내에 포장 도로가 없으며 아라와, 불린 등 대도시를 연결하는 해안도로가 주요 교통로이나 이마저도 섬의 남서쪽으로는 들어가지 않는다. 

## 지리
부건빌의 수도는 부카이고, 최대 도시는 아라와이다. 부건빌섬은 파푸아뉴기니 뉴아일랜드섬의 동쪽에 위치해 있고, 솔로몬 제도 슈아죌섬의 서쪽에 위치해 있고, 면적은 9,384km²이고, 언어는 영어, 톡 피신, 북부건빌어, 남부건빌어 등이다.

## 역사
제2차 세계 대전 때에는 일본군과 싸우던 격전지였다. 1997년부터 1998년까지 자치를 주장하며 약 2만명의 사상자를 낸 결과로 자치를 얻었다.  하지만 부건빌 주민들은 분리독립을 원했고, 2016년에서 2019년에 실시된 국민 투표가 찬성이 되어서 2027년에 독립 예정이라고 한다. 남수단이 그러할듯 부건빌이 독립하고 유엔에 가입하면 194번째 회원국이 된다고 한다.

## 기후
| 부건빌의 기후            | 부건빌의 기후 | 부건빌의 기후 | 부건빌의 기후 | 부건빌의 기후 | 부건빌의 기후 | 부건빌의 기후 | 부건빌의 기후 | 부건빌의 기후 | 부건빌의 기후 | 부건빌의 기후 | 부건빌의 기후 | 부건빌의 기후 | 부건빌의 기후 |
| 월                       | 1월           | 2월           | 3월           | 4월           | 5월           | 6월           | 7월           | 8월           | 9월           | 10월          | 11월          | 12월          | 연간          |
| ------------------------ | ------------- | ------------- | ------------- | ------------- | ------------- | ------------- | ------------- | ------------- | ------------- | ------------- | ------------- | ------------- | ------------- |
| 일평균 최고 기온 °C (°F) | 32 (89)       | 32 (89)       | 31 (88)       | 31 (87)       | 31 (87)       | 31 (87)       | 30 (86)       | 31 (87)       | 31 (87)       | 30 (86)       | 31 (88)       | 31 (88)       | 31 (87)       |
| 일평균 최저 기온 °C (°F) | 22 (72)       | 22 (71)       | 23 (73)       | 22 (72)       | 22 (71)       | 22 (71)       | 22 (71)       | 22 (71)       | 22 (71)       | 22 (71)       | 22 (72)       | 23 (73)       | 22 (72)       |
| 평균 강수량 mm (인치)    | 560 (22.2)    | 190 (7.5)     | 370 (14.7)    | 290 (11.4)    | 280 (11.1)    | 240 (9.5)     | 510 (19.9)    | 320 (12.7)    | 350 (13.9)    | 580 (22.9)    | 420 (16.4)    | 490 (19.2)    | 4,610 (181.4) |
| 출처: Weatherbase        |               |               |               |               |               |               |               |               |               |               |               |               |               |

## 같이 보기
- 부건빌 자치주
- 부건빌 작전 (Bougainville Campaign)
- 부건빌 내전 (Bougainville Civil War)
- 오세아니아
- 멜라네시아
- 파푸아뉴기니